# Reform der deutschen Rechtschreibung von 1944
Die geplante Reform der deutschen Rechtschreibung von 1944 war ein gescheiterter Versuch zur Änderung der deutschen Rechtschreibung. Die Regeln lagen 1944 bereits in einer Million Exemplaren für den Schulgebrauch gedruckt vor, wurden aber nie eingeführt.
Ihre Erarbeitung ging auf die Initiative des Reichserziehungsministers Bernhard Rust zurück, der ursprünglich noch umfangreichere Reformpläne hatte durchsetzen wollen. Diese waren jedoch auf den Widerstand des Reichsinnenministeriums gestoßen. 
Das von Otto Basler, Erich Gierach und Karl Reumuth erarbeitete Regelwerk sah vor: die fakultative Eindeutschung von Fremdwörtern (Filosof, Fosfor, Rabarber, rytmisch, Teater, Tese, Kautsch, Miliö, Ragu, Träner, Tur), den Wegfall des dritten Konsonanten in allen Zusammensetzungen (Blattrichter, fettriefend, stickstoffrei), die stärkere Ausrichtung der Worttrennung am Zeilenende nach (Sprech-)Silben (wa-rum, da-rüber, Fens-ter) und den Wegfall des Kommas vor Hauptsätzen, die mit und bzw. oder eingeleitet werden.
Auf Befehl Hitlers wurde die zum Beginn des Schuljahrs 1944/45 geplante Einführung der neuen Regeln an den Schulen als „nicht kriegswichtig“ eingestuft und vertagt. Basler ließ sein Regelwerk 1948 in einer geringfügig überarbeiteten Fassung neu erscheinen, konnte aber die darin enthaltenen Neuerungen nicht durchsetzen.
Einige der von Rust geplanten Änderungen wurden in der Reform der deutschen Rechtschreibung von 1996 wieder aufgegriffen, zum Beispiel bei der Worttrennung am Zeilenende.